# Harrison Smith
Harrison Smith (nascido em 2 de fevereiro de 1989) é um jogador de futebol americano que joga como safety no Minnesota Vikings da National Football League. Ele foi selecionado na primeira rodada, 29º escolha geral do Draft de 2012 da NFL.
Ele jogou futebol americano universitário na Universidade de Notre Dame.
Em 2017, Smith foi considerado o melhor jogador da NFL pela Pro Football Focus. Sua nota de 98,8 foi também a mais alta entre os safetys na história da Pro Football Focus.

## Carreira na escola secundária
Smith estudou na Knoxville Catholic High School em Knoxville, Tennessee. Em sua última temporada, ele teve 1.340 jardas correndo com 19 touchdowns, pegando 23 passes para 453 jardas e seis touchdowns no ataque, ele também teve fez 61 tackles, dois tackles para perda de jardas, duas interceptações e dois fumble na defesa. Ele foi nomeado o Gatorade Jogador do Ano em Tennessee em 2006.
Além do futebol, Smith também jogou basquete e praticou atletismo. No atletismo, ele competiu principalmente como um saltador. Ele venceu o salto em altura com 1,98 metros e no decatlo, marcando 6.230 pontos. Seu maior salto da carreira foi de 2,03 metros no salto em altura. Ele também teve 6,54 metros em salto em distância e 14,15 metros no salto triplo. 
Considerado um recruta de quatro estrelas pela Rivals.com, ele foi listado como o atleta número 25 do país. Muitos olheiros acreditavam que ele poderia jogar no ataque ou na defesa na faculdade.
Ele escolheu a Universidade de Notre Dame, rejeitando ofertas de Tennessee, Auburn e Alabama. 

## Carreira na Universidade
Ele começou sua carreira na faculdade como linebacker. Em seu primeiro ano, ele foi titular em 9 jogos e registrou 57 tackles, o que incluiu 8,5 tackles para perda de jardas e 3,5 sacks. No seu terceiro ano, em 2009, ele foi titular em 6 jogos como safety mas nos 6 jogos finais, ele jogou como linebacker. Ele gravou 69 tackles, incluindo 6.5 tackles para perda de jardas. Em 2010, como veterano, ele jogou como safety e registrou 93 tackles, incluindo 7 interceptações.
Em 2011, ele foi aceito para um programa de pós-graduação em Notre Dame, permitindo-lhe jogar outra temporada. Em seu último ano em 2011, como capitão da equipe, ele foi titular em todos os 13 jogos. Ele registrou 90 tackles incluindo 3 tackles para perda de jardas. 

### Estatísticas da Universidade
| Temporada Regular | Temporada Regular | Temporada Regular | Temporada Regular | Tackles | Tackles | Tackles | Tackles | Tackles | Interceptações | Interceptações | Interceptações | Interceptações | Interceptações | Interceptações | Fumbles | Fumbles | Fumbles |
| Temporada         | Time              | GP                | GS                | Comb    | Total   | Ast     | Sck     | Sfty    | PDef           | Int            | Yds            | Avg            | Lng            | TDs            | FF      | FR      | FR YDS  |
| ----------------- | ----------------- | ----------------- | ----------------- | ------- | ------- | ------- | ------- | ------- | -------------- | -------------- | -------------- | -------------- | -------------- | -------------- | ------- | ------- | ------- |
| 2008              | Notre Dame        | 13                | 9                 | 57      | 39      | 18      | 3.5     | --      | 7              | 0              | 0              | 0.0            | 0              | 0              | 0       | 0       | 0       |
| 2009              | Notre Dame        | 12                | 12                | 69      | 39      | 30      | 0.0     | --      | 4              | 0              | 0              | 0.0            | 0              | 0              | 1       | 0       | 0       |
| 2010              | Notre Dame        | 13                | 13                | 93      | 56      | 37      | 0.0     | --      | 7              | 7              | 54             | 7.7            | 23             | 0              | 0       | 0       | 0       |
| 2011              | Notre Dame        | 13                | 13                | 90      | 53      | 37      | 0.0     | --      | 10             | 0              | 0              | 0.0            | 0              | 0              | 1       | 0       | 0       |
| Total             | Total             | 51                | 47                | 309     | 187     | 122     | 2.0     | --      | 28             | 7              | 54             | 7.7            | 23             | 0              | 3.5     | 0       | 0       |

## Carreira Profissional
Saindo de Notre Dame, Harrison foi projetado pela maioria dos analistas para ser uma seleção de primeira rodada. Ele foi classificado como o segundo melhor safety, atrás do Mark Barron, de Alabama, e o 46º melhor prospecto da NFLDraftScout.com.
Ele foi convidado para participar do Combine e completou todos os exercícios. Ele recebeu críticas positivas de analistas e olheiros por seu tamanho, capacidade atlética, reconhecimento de jogo, inteligência, capacidade de enfrentamento, tempo de reação, consistência e produção. Ele recebeu críticas negativas sobre sua capacidade de marcação homem-a-homem.
| Altura                          | Peso  | Comprimento do braço | Tamanho da mão | Corrida de 40 jardas | Corrida de 10 jardas | Corrida de 20 jardas | 20-ss  | 3-cone | Salto Vertical | Amplo  | BP            |
| ------------------------------- | ----- | -------------------- | -------------- | -------------------- | -------------------- | -------------------- | ------ | ------ | -------------- | ------ | ------------- |
| 1.88 m                          | 97 kg | 0.83 m               | 0.26 m         | 4.57 s               | 1.56 s               | 2.66 s               | 4.12 s | 6.63 s | 0.86 m         | 3.10 m | 19 repetições |
| Todos os valores da NFL Combine |       |                      |                |                      |                      |                      |        |        |                |        |               |

### Temporada de 2012
Em 26 de abril de 2012, o Minnesota Vikings selecionou Smith na primeira rodada (29 escolha geral) no Draft de 2012. Em 31 de maio de 2012, Smith assinou um contrato de quatro anos no valor de US $ 7,13 milhões, com US $ 5,78 milhões garantidos e um bônus de assinatura de US $ 3,63 milhões.
Ele começou os treinos competindo com Jamarca Sanford e Andrew Sendejo para ser o safety titular do Minnesota Vikings. Smith foi nomeado como o safety titular na temporada regular. 
Ele fez sua estreia em um jogo contra o Jacksonville Jaguars que terminou com a vitória dos Vikings por 26-23, Smith teve sete tackles combinados. Durante a partida da Semana 5 contra o Tennessee Titans, Smith foi expulso por empurar um juiz; os Vikings venceram o jogo por 30-7.
Em 21 de outubro de 2012, Smith teve seis tackles combinados, um desvio de passe e fez sua primeira interceptação da carreira para um touchdown de 31 jardas. Esse touchdown selou a vitória de 21-14 sobre os Arizona Cardinals. No jogo seguinte, ele fez 13 tackles combinados em uma derrota por 36-17 para o Tampa Bay Buccaneers. Em 9 de dezembro de 2012, ele registrou sete tackles totais e interceptou um passe de Jay Cutler, retornando para um touchdown de 52 jardas na vitória por 21-14 sobre o Chicago Bears.
No jogo seguinte, Smith teve nove tackles individuais e um tackle assistidos durante uma vitória por 36-22 sobre o St. Louis Rams. Na semana 16, contra o Houston Texans, ele teve sete tackles solo e fez seu primeiro sack da carreira em Matt Schaub e os Viking ganharam por 23-6.
Ele terminou sua temporada de estreia com 104 tackles combinados, um sack, três interceptações e dois touchdowns.

### Temporada de 2013
Na abertura da temporada de 2013 contra o Detroit Lions, Smith teve dez tackles combinados e desviou um passe quando os Vikings perderam por 34-24. Na semana seguinte, ele gravou oito tackles solo e interceptou Jay Cutler mas o Minnesota Vikings perdeu para o Chicago Bears por 31-30. Na semana 3 contra o Cleveland Browns, Smith acumulou cinco tackles solo e interceptou Brian Hoyer em uma derrota por 31-27. 
Em 18 de outubro de 2013, Smith foi colocado na lista de reservas após sofrer uma lesão no pé esquerdo durante uma derrota na semana 6 para o Carolina Panthers. Em 14 de dezembro de 2013, depois de perder 8 jogos, Smith voltou para a lista de jogadores aptos a jogar. No dia seguinte, ele jogou em seu primeiro jogo desde o retorno e fez oito tackles combinados em uma vitória por 48-30 sobre o Philadelphia Eagles.
Smith foi titular em apenas sete jogos na temporada de 2013 devido a sua lesão no pé e fez 58 tackles combinados e duas interceptações.

### Temporada de 2014
Na abertura da temporada de 2014 contra o St. Louis Rams, Smith fez dois tackles solo, desviou um passe, um sack e marcou um touchdown de 81 jardas depois de interceptar Shaun Hill na vitória por 34-6. 
Em 2 de novembro de 2014, ele registrou dez tackles com uma vitória por 29-26 sobre o Washington Redskins. Na semana 11, Smith gravou três tackles individuais, um passe desviado e interceptou Jay Cutler durante uma derrota por 21-13 para o Chicago Bears. No jogo seguinte, ele desviou um passe, fez cinco tackles individuais e ajudou em cinco tackles em uma derrota por 24-21 para o Green Bay Packers.
Ele foi titular em todos os 16 jogos e terminou seu primeiro ano sob o comando técnico Mike Zimmer com 92 tackles combinados, nove passes desviados, três sacks, cinco interceptações e um touchdown.

### Temporada de 2015
Em 3 de maio de 2015, o Minnesota Vikings ativou uma opção de quinto ano em seu contrato de novato e lhe pagou US $ 5,28 milhões.
Na abertura da temporada de 2015, ele registrou nove tackles combinados em uma derrota de 20-3 para o San Francisco 49ers. No próximo jogo, Smith fez seis tackles individuais em uma vitória por 26-16 sobre o Detroit Lions. Em 4 de outubro de 2015, ele fez três tackles combinados e fez sua primeira interceptação da temporada em um passe de Peyton Manning em uma derrota por 23-20 para o Denver Broncos. Em 27 de dezembro de 2015, Smith acumulou cinco tackles combinados, interceptou Eli Manning e retornou para um touchdown de 35 jardas, enquanto os Vikings derrotaram o New York Giants por 49-17. Ele estabeleceu um recorde do Minnesota Vikings com quatro interceptações retornadas para touchdowns na carreira. 
Smith foi titular em 13 jogos e perdeu os jogos da semana 12, 14 e 15 devido a uma lesão no joelho. Ele terminou a temporada com 66 tackles combinados, 1,5 sacks, duas interceptações e um touchdown.
Em 31 de janeiro de 2016, Smith jogou em seu primeiro Pro Bowl, como substituto para o lesionado Earl Thomas. Ele ficou em 73º lugar no NFL 100 melhores Jogadores de 2016.

### Temporada de 2016
Em 6 de junho de 2016, Smith assinou uma extensão de contrato no valor de US $ 51,25 milhões, que incluiu US $ 28,57 milhões garantidos e um bônus de assinatura de US $ 10 milhões.
Na abertura da temporada de 2016 contra o Tennessee Titans, ele fez oito tackles totais em uma vitória por 25-16. Em 25 de setembro de 2016, Smith registrou sete tackles combinados e sacou Cam Newton pela primeira da temporada, em uma vitória por 22-10 contra o Carolina Panthers. Na semana 11 contra o Arizona Cardinals, Smith registrou dez tackles combinados e sacou Carson Palmer na vitória por 30-24.
Smith perdeu as Semanas 14 e 15 por causa de uma entorse de tornozelo que inicialmente foi pensado para possivelmente ser uma lesão que termina a temporada e exigiria cirurgia. Ele retornou em 24 de dezembro de 2016 em uma derrota por 38-25 para o Green Bay Packers fazendo quatro tackles solo.
Ele terminou a temporada com 91 tackles, dois sacks e dois passes desviados em 14 jogos como titular. Esta foi a primeira temporada em sua carreira em que ele não registrou uma interceptação.
Em 20 de dezembro de 2016, a NFL anunciou que Smith e seus companheiros dos Vikings, Xavier Rhodes e Cordarrelle Patterson, haviam sido eleitos para o Pro Bowl de 2017. Este foi seu segundo Pro Bowl consecutivo. Ele ficou em 74º na NFL 100 melhores Jogadores de 2017.

### Temporada de 2017
Na semana 16, Smith teve duas interceptações contra Brett Hundley em uma vitória por 16-0 sobre os Packers, ganhando o prêmio de Jogador Defensivo da Semana da NFC.
Smith foi considerado o melhor jogador da NFL pela Pro Football Focus. Sua nota de 98,8 foi também a mais alta entre safetys na história do Pro Football Focus. Ele foi nomeado para o seu terceiro Pro Bowl em 22 de janeiro de 2018 e foi nomeado pro Primeiro Time All-Pro. Ele também foi indicado ao prêmio de Jogador Defensivo do Ano da NFL. Ele ficou em 46º na NFL 100 melhores Jogadores de 2018.

### Temporada de 2018
Na semana 1, Smith teve uma interceptação, um sack e uma recuperação de fumble para um touchdown em uma vitória por 24-16 sobre o San Francisco 49ers, ganhando o Jogador Defensivo do Ano da NFC.
Na semana 5, Smith ajudou os Vikings a vencer o Philadelphia Eagles com 4 tackles.

### Estatísticas da Carreira
| Ano    | Time   | Jogos | Jogos | Tackles | Tackles | Tackles | Tackles | Tackles | Interceptações | Interceptações | Interceptações | Interceptações | Interceptações | Interceptações | Fumbles | Fumbles | Fumbles |
| Ano    | Time   | GP    | GS    | Comb    | Total   | Ast     | Sck     | Sfty    | PDef           | Int            | Yds            | Avg            | Lng            | TDs            | FF      | FR      | FR YDS  |
| ------ | ------ | ----- | ----- | ------- | ------- | ------- | ------- | ------- | -------------- | -------------- | -------------- | -------------- | -------------- | -------------- | ------- | ------- | ------- |
| 2012   | MIN    | 16    | 16    | 104     | 74      | 30      | 1.0     | --      | 11             | 3              | 87             | 29.0           | 56T            | 2              | 1       | 0       | 0       |
| 2013   | MIN    | 8     | 7     | 58      | 47      | 11      | 0.0     | --      | 3              | 2              | 4              | 2.0            | 4              | 0              | 0       | 0       | 0       |
| 2014   | MIN    | 16    | 16    | 92      | 71      | 21      | 3.0     | --      | 9              | 5              | 150            | 30.0           | 81T            | 1              | 1       | 0       | 0       |
| 2015   | MIN    | 13    | 13    | 66      | 49      | 15      | 1.5     | --      | 3              | 2              | 35             | 17.5           | 35T            | 1              | 1       | 0       | 0       |
| 2016   | MIN    | 14    | 14    | 91      | 69      | 22      | 2.0     | --      | 2              | --             | --             | --             | --             | --             | 0       | 0       | 0       |
| 2017   | MIN    | 15    | 15    | 72      | 57      | 15      | 1.5     | --      | 2              | 5              | 42             | --             | --             | --             | 0       | 0       | 0       |
| Career | Career | 67    | 66    | 411     | 310     | 101     | 9.0     | --      | 28             | 17             | 276            | --             | 81T            | 4              | 3       | 0       | 0       |